# مشاعل العبيدان
مشاعل العبيدان  سائقة سيارة سباق سعودية، شاركت في رالي حائل وكانت الثانية في فئة تي 3 والثانية عشر في الترتيب العام، وتُعد مشاعل مع دانية عقيل أول سائقتين سعوديتين تشاركان في رالي داكار، حيث ستشاركان في رالي داكار 2022 المقام في المملكة العربية السعودية.